# Michail Mordasov
Michail Ivanovič Mordasov (in russo Михаил Иванович Мордасов?; traslitterazione anglosassone Mikhail Ivanovich Mordasov; 14 ottobre 1995) è un bobbista russo.

## Biografia
Proveniente dall'atletica leggera, compete dal 2016 come frenatore per la squadra nazionale russa, debuttando in Coppa Europa a novembre del 2016. Si distinse particolarmente nelle categorie giovanili conquistando tre medaglie ai mondiali juniores, tra cui una d'oro e una d'argento vinte nell'edizione di Winterberg 2020 rispettivamente nel bob a quattro e nel bob a due, più una di bronzo colta nel bob a quattro a Winterberg 2017, edizione nella quale vinse inoltre l'oro a quattro e l'argento a due nella categoria under 23. Può inoltre vantare una medaglia d'oro conquistata nel bob a due agli europei juniores di Innsbruck 2020.

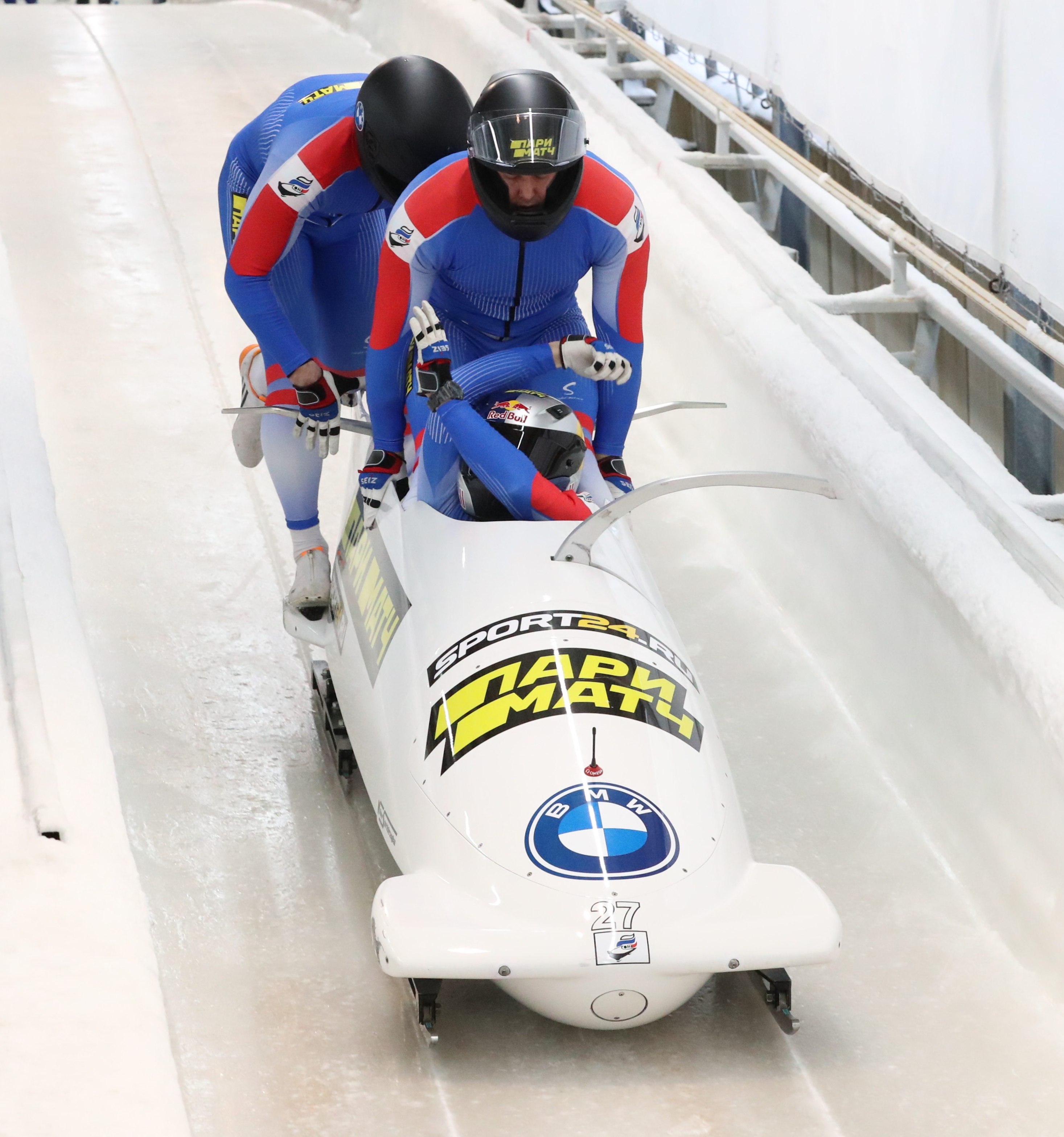
Mordasov (il secondo nell'equipaggio) in gara ai campionati mondiali di Altenberg 2021

Esordì in Coppa del Mondo nell'ultima gara della stagione 2016/17, il 18 marzo a Pyeongchang dove fu ventiduesimo nel bob a due, e colse il suo primo podio il 30 gennaio 2021 a Innsbruck, nella penultima tappa della stagione 2020/21, piazzandosi terzo nel bob a due in coppia con Rostislav Gajtjukevič.
Prese parte ai campionati mondiali di Altenberg 2021, cogliendo la sesta piazza nel bob a quattro.
Nelle rassegne continentali ha conquistato la medaglia di bronzo nel bob a quattro a Winterberg 2021, mentre nella specialità biposto ha raggiunto quale miglior risultato il settimo posto a Sigulda 2020.
Il 1º gennaio 2022 vinse la sua prima gara in Coppa del Mondo, imponendosi nel bob a due in coppia con Rostislav Gajtjukevič.

## Palmarès

### Europei
- 1 medaglia:
  - 1 bronzo (bob a quattro ad Winterberg 2021).

### Mondiali juniores
- 3 medaglie:
  - 1 oro (bob a quattro a Winterberg 2020);
  - 1 argento (bob a due a Winterberg 2020);
  - 1 bronzo (bob a quattro a Winterberg 2017).

### Mondiali juniores under 23
- 2 medaglie:
  - 1 oro (bob a quattro a Winterberg 2017);
  - 1 argento (bob a due a Winterberg 2017).

### Europei juniores
- 1 medaglia:
  - 1 oro (bob a due a Innsbruck 2020).

### Coppa del Mondo
- 5 podi (3 nel bob a due, 2 nel bob a quattro):
  - 1 vittoria (nel bob a due);
  - 4 terzi posti (2 nel bob a due, 2 nel bob a quattro).

#### Coppa del Mondo - vittorie
| Data            | Luogo   | Paese    | Disciplina                               |
| --------------- | ------- | -------- | ---------------------------------------- |
| 1º gennaio 2022 | Sigulda | Lettonia | a due con Rostislav Gajtjukevič (pilota) |

### Coppa Europa
- 7 podi (2 nel bob a due, 5 nel bob a quattro):
  - 3 vittorie (1 nel bob a due, 2 nel bob a quattro);
  - 3 secondi posti (nel bob a quattro);
  - 1 terzo posto (nel bob a due).